# 1939 en arts plastiques
| Années des arts plastiques : 1936 - 1937 - 1938 - 1939 - 1940 - 1941 - 1942    |
| Décennies des arts plastiques : 1900 - 1910 - 1920 - 1930 - 1940 - 1950 - 1960 |

Cette page concerne l'année 1939 en arts plastiques.

## Événements
- 30 juin : Vente aux enchères à Lucerne, en Suisse, d'œuvres considérées comme « dégénérées » par le régime nazi.

## Œuvres
- Les Deux Fridas, tableau de Frida Kahlo.

## Naissances
- 7 janvier : Rosina Wachtmeister, peintre autrichienne,
- 3 février : Jacqueline de Jong, peintre, sculptrice et graphiste néerlandaise († 29 juin 2024),
- 22 février :
  - Alain Jacquet, peintre français († 4 septembre 2008),
  - Paolo Salvati, peintre italien († 24 juin 2014),
- 23 février : Jean Kiras, peintre, lithographe, sculpteur et scénographe français,
- 26 février : Tana Kaleya, photographe et cinéaste polonaise et française († 9 décembre 2015),
- 27 février : Abbas Moayeri, peintre, miniaturiste et sculpteur franco-iranien († 24 octobre 2020),
- 28 février : Trịnh Công Sơn, compositeur de chansons et peintre vietnamien († 1er avril 2001),
- 4 mars : Pierre Buraglio, peintre et graveur français,
- 10 avril : Rogério Duarte, dessinateur, musicien, écrivain et intellectuel brésilien († 14 avril 2016),
- 27 avril : Erik Pevernagie, peintre belge,
- 7 mai : André Renoux, peintre, graveur et lithographe français († 13 janvier 2002),
- 24 mai : Gina Pane, peintre française († 5 mars 1990),
- 30 mai : Guennadi Glakhteev, peintre russe,
- 28 août : Julian Barrow, peintre et graveur britannique († 3 septembre 2013),
- 5 septembre : Getulio Alviani, peintre italien († 24 février 2018),
- 6 septembre : Gérard Fromanger, peintre francais († 18 juin 2021),
- 9 septembre : Jiří Načeradský, peintre et graphiste tchécoslovaque puis tchèque († 16 avril 2014),
- 13 septembre : Karol Baron, peintre surréaliste slovaque († 29 février 2004),
- 16 septembre : Breyten Breytenbach, peintre et écrivain sud-africain et français († 24 novembre 2024),
- 26 septembre : Annick Gendron, peintre française († 22 octobre 2008),
- 3 octobre : Claude Morini, peintre et graveur français († 22 mai 1982),
- 5 octobre : A. R. Penck, peintre et sculpteur allemand († 2 mai 2017),
- 7 octobre : Yvon Le Corre, peintre et navigateur français († 25 août 2020),
- 8 octobre : Krijn Giezen, peintre néerlandais († 30 janvier 2011),
- 8 novembre : Pino Daeni, illustrateur et peintre italo-américain († 25 mai 2010),
- Miloud Labied, peintre marocain († 9 octobre 2008).

## Décès
- 10 janvier : Leroy-Dionet, peintre français  (° 23 décembre 1860),
- 16 janvier :  Julien Louis Tavernier, peintre français (° 22 août 1879),
- 7 février :
  - Boris Grigoriev, peintre russe puis soviétique (° 23 juillet 1886),
  - Alfredo Müller, peintre italo-français (° 30 juin 1869),
- 10 février : Louis Baudon, peintre français (° 22 décembre 1877),
- 15 février : Kouzma Petrov-Vodkine, peintre graphiste et décorateur de théâtre russe puis soviétique (° 5 novembre 1878),
- 18 février : Pierre Ucciani, bijoutier, expert en joaillerie-orfèvrerie, peintre et marchand d'art français (° 28 novembre 1851),
- 26 février : Louis-Alexandre Cabié, peintre français (° 16 novembre 1854),
- ? février : Jenny Zillhardt, peintre française (° 16 mars 1857),
- 13 mars : Pelagia Mendoza, sculptrice philippine (° 9 juin 1867),
- 19 mars :
  - Charles Guérin, peintre et lithographe français (° 21 février 1875),
  - Gustave Pierre, peintre et aquafortiste français (° 7 mars 1875),
- 30 mars : Jean de Francqueville, peintre et maire français (° 17 février 1860),
- 31 mars :
  - Marie Fournets-Vernaud, peintre française (° 27 octobre 1859),
  - Ion Theodorescu-Sion, peintre roumain (° 2 janvier 1882),
- 10 avril : János Vaszary, peintre hongrois (° 30 novembre 1867),
- 11 avril : Onorato Carlandi, peintre italien (° 15 mai 1848),
- 18 avril : Marcel Couchaux, peintre français de l'École de Rouen (° 23 novembre 1877),
- 25 avril : Georges Ricard-Cordingley, peintre français (° 30 janvier 1873),
- ? avril : Charles Denet, peintre français (° 10 février 1853),
- 6 mai : Constantin Somov, peintre russe puis soviétique (° 30 novembre 1869),
- 8 mai : Pierre Vaillant, peintre et graveur français (° 30 janvier 1878),
- 11 mai : Jean Morax, peintre, décorateur de théâtre et dessinateur suisse (° 16 septembre 1869),
- 30 mai : Charles-Paul Chaigneau, peintre français (° 12 juin 1879),
- ? mai : Frédérique Charlaix, peintre française (° 1883),
- 6 juin : Sabine Hackenschmidt, peintre et graveuse française (° 13 mai 1863),
- 7 juin : Robert Louis Antral, peintre, graveur et lithographe français (° 13 juillet 1895),
- 22 juin : Arkadi Rylov, peintre russe puis soviétique (° 29 janvier 1870),
- 24 juin : Marie-Augustin Zwiller, peintre français (° 10 juillet 1850),
- 27 juin :
  - Alix Marquet, sculpteur et peintre français (° 8 janvier 1875),
  - Pierre-Gaston Rigaud, peintre français (° 4 août 1874),
- 30 juin : Henri Rapin, peintre, illustrateur et décorateur français (° 24 février 1873),
- 14 juillet : Alphonse Mucha, peintre austro-hongrois puis tchécoslovaque (° 24 juillet 1860),
- 15 juillet : Louis de Monard, peintre et sculpteur animalier français (° 31 janvier 1873),
- 16 juillet : Henri Le Sidaner, peintre post-impressionniste français (° 7 août 1862),
- 17 juillet : Pierre Vellones, peintre et compositeur français (° 29 mars 1889),
- 19 juillet : John Cassidy, sculpteur et peintre irlandais (° 1er janvier 1860),
- 21 juillet : Charles Malfroy, peintre français (° 27 mai 1862),
- 23 juillet : Carl Moser, peintre et graveur autrichien (° 27 janvier 1873),
- 11 août : Alphonse Osbert, peintre symboliste français (° 23 mars 1857),
- 14 août : Isaak Brodsky, peintre russe puis soviétique (° 6 janvier 1884),
- 26 août : Angèle Delasalle, peintre et aquafortiste française (° 15 février 1867),
- 8 septembre : Josef Wenig, peintre, illustrateur, scénographe et costumier austro-hongrois puis tchécoslovaque (° 12 février 1885),
- 16 septembre : Ludovic Vallée, peintre pointilliste français (° 11 octobre 1864),
- 18 septembre : Witkacy, philosophe, pamphlétaire, peintre, photographe et romancier polonais (° 24 février 1885),
- 23 septembre :
  - Eugeniusz Kazimirowski, peintre polonais (° 11 novembre 1873),
  - Frits van den Berghe, peintre, graveur et dessinateur belge (° 3 avril 1883),
- 24 septembre : René Berti, peintre et graveur italien (° 26 octobre 1884),
- 25 septembre : Lars Jorde, peintre norvégien (° 22 juillet 1865),
- 30 septembre : Eugène Martial Simas, peintre, décorateur de théâtre, architecte d'intérieur, cartonnier et illustrateur français (° 31 août 1862),
- 13 octobre : Louise Germain, peintre française († 22 avril 1874),
- 17 octobre : Florane, peintre, dessinateur et illustrateur français († 7 novembre 1871),
- 6 novembre : Anton Hirschig, peintre néerlandais (° 18 février 1867),
- 11 novembre : Kagaku Murakami, peintre et illustrateur japonais (° 3 juillet 1888),
- 13 novembre : Antoine-Louis Manceaux, peintre, illustrateur et lithographe français (° 27 octobre 1862),
- 5 décembre : Victor Gilsoul, peintre belge (° 9 octobre 1867),
- 8 décembre : Jean Leroy, peintre et sculpteur belge (° 24 février 1896),
- 12 décembre : Kolë Idromeno, peintre, sculpteur, architecte, ingénieur, musicien et photographe albanais (° 15 août 1860),
- 13 décembre : Paul Jamot, peintre, critique d’art et conservateur de musée français (° 22 décembre 1863),
- 15 décembre : Pierre Desbois, peintre et graveur aquafortiste français (° 29 avril 1873),
- 18 décembre :
  - Eugène Charasson, peintre français (° 25 novembre 1874),
  - Bruno Liljefors, peintre suédois (° 14 mai 1860),
- 24 décembre : Aline Guérin-Billet, peintre et sculptrice française (° 25 mai 1865),
- 27 décembre : Émile Méret, peintre français (° 30 mai 1866),
- ? décembre :  Karol Hiller, peintre, graphiste et photographe polonais (° 6 décembre 1891),
- ? :
  - Joseph Marius Jean Avy, peintre de genre, paysages, décoration murales, pastelliste et illustrateur français (° 21 septembre 1871),
  - Jean Berne-Bellecour, peintre français (° 14 août 1874),
  - Paul-François Berthoud, peintre et graveur français (° 17 mai 1870),
  - Albert Bréauté, peintre français (° 17 octobre 1853),
  - Ivan Choultsé, peintre réaliste russe naturalisé français (° 21 octobre 1874),
  - Eugène François Deshayes, peintre orientaliste français (° 1868),
  - Clovis Didier, peintre français (° 31 décembre 1858),
  - Édouard Gelhay, peintre français (° 13 juin 1856),
  - Kiyohara Tama, peintre japonaise (° 1861),
  - Okada Saburōsuke, peintre japonais (° 12 février 1869),
  - Jean Plumet, peintre et dessinateur français (° 13 juin 1871),
  - Enrico Ravetta, peintre italien (° 1864),
  - Mohamed Ben Ali R'bati, peintre marocain (° 1861),
  - Francesco Sartorelli, peintre italien (° 14 septembre 1856),
  - Marzan Sharav, moine et peintre mongol (° 1869),
  - Antony Troncet, peintre, graveur et illustrateur français (° 23 mai 1879),
  - Ludovic Vallée, peintre pointilliste français (° 1864).
- Après 1939 :
  - Rosine Déchenaud, peintre pastelliste française (° 1881).